# Уаскаран (национальный парк)
Уаскара́н (исп. Parque Nacional Huascarán) — национальный парк, расположенный в перуанском регионе Анкаш, на территории Кордильера-Бланка. 
Площадь парка составляет 3400 км². Объявлен заповедником 1 июля 1975 года. Объект Всемирного наследия ЮНЕСКО с 1985 года. Название парка происходит от названия самой высокой вершины Перу — Уаскаран, высотой 6768 м. В парке обитает много редких и эндемичных растений и животных. Например, Puya raimondii — растение семейства бромелиевых высотой до 10 метров, возраст которого может достигать до 100 лет.

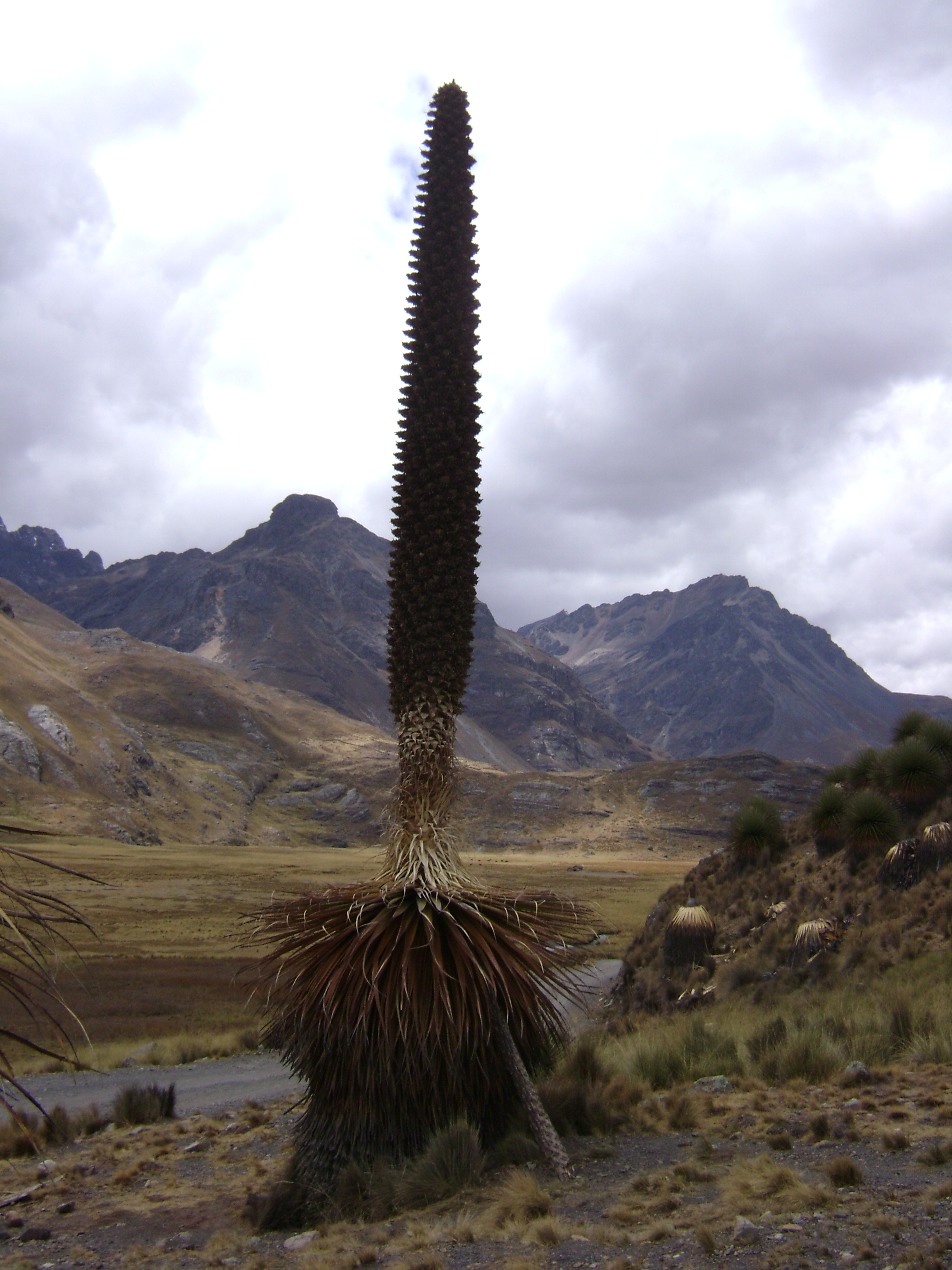
Puya raimondii
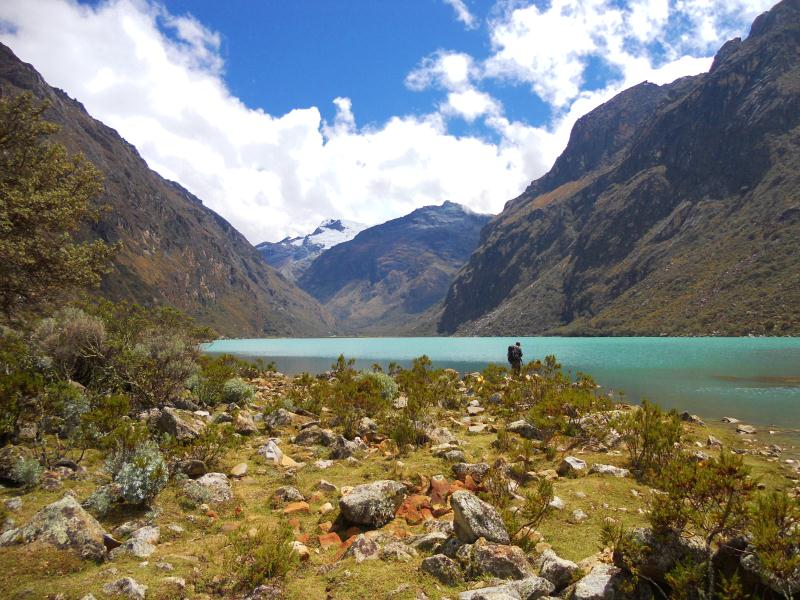
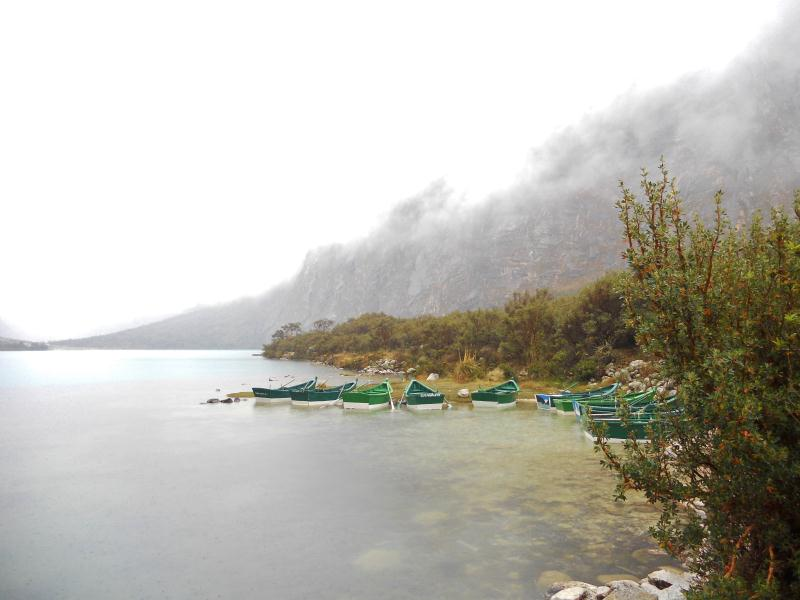